# Saint-Sernin-sur-Rance
Saint-Sernin-sur-Rance ist ein Ort und eine südfranzösische Gemeinde mit 586 Einwohnern (Stand 1. Januar 2022) im Département Aveyron in der Region Okzitanien (zuvor Midi-Pyrénées).

## Lage
Saint-Sernin liegt auf einer ca. 320 m hohen Anhöhe oberhalb des Tals der Rance, einem Nebenfluss des Tarn, südlich von Rodez im Süden der historischen Provinz Rouergue. Die Stadt Albi ist ca. 49 km (Fahrtstrecke) in westlicher Richtung entfernt; die Kleinstadt Lacaune liegt ca. 31 km südlich. Das Gemeindegebiet gehört zum Regionalen Naturpark Grands Causses.

## Bevölkerungsentwicklung
| Jahr      | 1800 | 1851 | 1901 | 1954 | 1999 | 2013 |
| Einwohner | 1014 | 1998 | 1088 | 665  | 530  | 637  |

Der Bevölkerungsrückgang im 20. Jahrhundert ist im Wesentlichen auf die abgelegene Lage des Ortes und den Verlust an Arbeitsplätzen infolge der Mechanisierung der Landwirtschaft zurückzuführen.

## Wirtschaft
Der Ort Saint-Sernin diente lange Zeit den – inzwischen fast gänzlich verschwundenen – ausschließlich landwirtschaftlich orientierten Weilern (hameaux) und Einzelgehöften in der Umgebung als Handwerks-, Handels- und Dienstleistungszentrum. Außerdem gab es in der Region viele Obstbäume, deren Früchte auf den Märkten von Albi und Castres verkauft werden konnten. Im späten Mittelalter und in der frühen Neuzeit war der Ort ein von wohlhabenden Bürgern bewohntes regionales Wirtschaftszentrum. Seit der Mitte des 20. Jahrhunderts spielt der Tourismus in Form der Vermietung von Ferienwohnungen (gîtes) eine nicht unbedeutende Rolle für das Wirtschaftsleben des Ortes.

## Geschichte

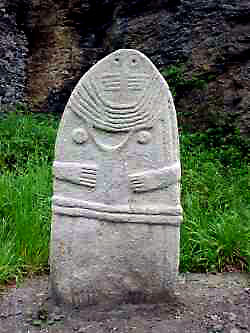
Statuenmenhir La Dame du Saint-Sernin

Die Geschichte des Ortes liegt weitgehend im Dunkeln. Der weltbekannte Statuenmenhir La Dame du Saint-Sernin (heute im Musée Fenaille in Rodez) zeugt von der Anwesenheit von Menschen (Jäger, Hirten) in der Jungsteinzeit. Im Mittelalter gab es eine Burg (château). Im Hundertjährigen Krieg (1337–1453) waren Saint-Sernin und der Nachbarort Pousthomy mehrere Jahre in der Hand der Engländer. Wahrscheinlich erst gegen Ende des Krieges wurde der Ort von einer Mauer mit 5 Toren umgeben.

## Sehenswürdigkeiten

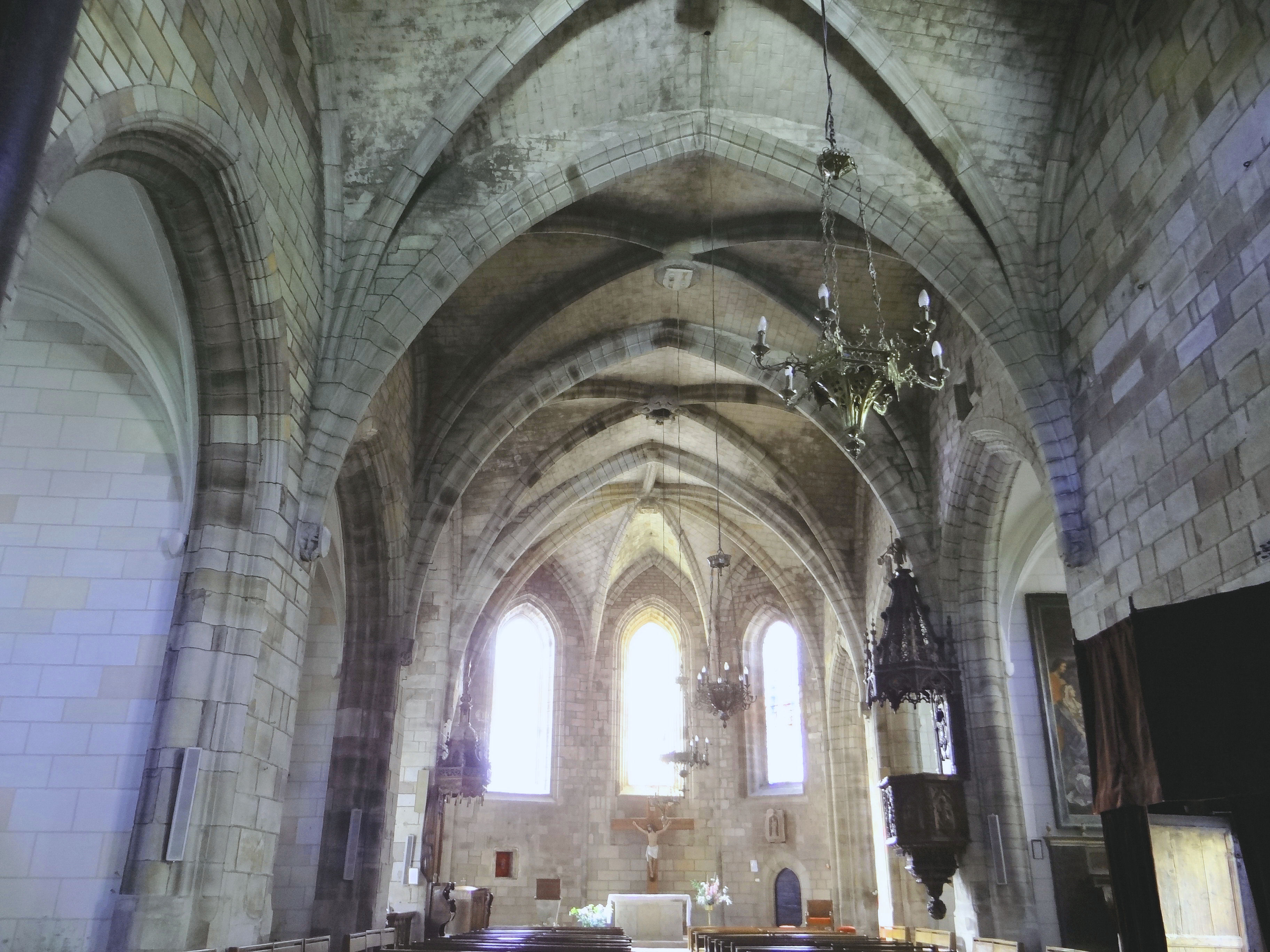
Apsis der Kollegiatkirche

- Die Existenz einer spätgotischen Kollegiatkirche ist auf die Gründung eines Stiftskapitels in dem wohlhabenden Ort durch Papst Eugen IV. im Jahr 1442 zurückzuführen. Der einschiffige gotische Bau verfügt über ein aufwendig gearbeitetes zweigeteiltes Portal und zeigt im Innern auf Konsolen ruhende Rippengewölbe mit einigen figürlichen Schlusssteinen sowie Seitenkapellen; er wurde in den folgenden Jahrhunderten mehrmals verändert und im Jahr 1930 als Monument historique anerkannt.[1]
- Das heutige Rathaus (hôtel de ville) ist ein – ehemals als Hospital dienender – dreigeschossiger Renaissancebau mit mehreren Kreuzstockfenstern. Das Obergeschoss ist teilweise in Fachwerkbauweise errichtet. Er wurde bereits im Jahr 1897 als Monument historique anerkannt.[2]
- Die Fassaden zweier weiterer Wohnhäuser aus dem 15. bis 18. Jahrhundert sind ebenfalls als Monuments historiques eingestuft.[3][4]
- Auf dem Platz vor der Kirche befindet sich ein ausdrucksstarkes Denkmal für Victor, den Wolfsjungen (s. u.).

## Persönlichkeiten
In einem Waldstück bei Saint-Sernin-sur-Rance wurde im Frühling des Jahres 1797 ein etwa 10 Jahre alter „Wolfsjunge“ beobachtet, dem man den Namen Victor gab. François Truffaut verfilmte den Stoff im Jahr 1970 unter dem Titel Der Wolfsjunge.